# Renan Barão
Renan do Nascimento Mota Pegado, más conocido como Renan Barão, (Natal, Río Grande del Norte; 27 de febrero de 1987) es un artista marcial mixto que compitió en la categoría de peso pluma en Ultimate Fighting Championship. Barão ha sido Campeón de Peso Gallo de UFC en una ocasión.

## Carrera en artes marciales mixtas
Barão comenzó su carrera en Kimura Nova União, una escuela de deportes con sede en Natal, Río Grande del Norte, Brasil. Desde que se hizo profesional en 2005, Barão ha competido en Shooto Brasil y otras organizaciones de menor tamaño. Barão es compañero de equipo del excampeón de peso pluma de WEC y excampeón de UFC de peso pluma José Aldo en Nova União. Recibió su cinturón negro en Jiu-jitsu brasileño de André Pederneiras en septiembre de 2011.
En enero de 2010, Sherdog lo nombró su mejor prospecto en su lista de los «10 brasileños a observar en 2010».

### World Extreme Cagefighting
Barão se esperaba que pisara tierras americanas para así poder debutar en WEC, en una pelea de peso gallo contra Clint Godfrey el 20 de junio de 2010 en WEC 49, pero Godfrey se vio obligado a salir de la tarjeta con una lesión. Barão tomo lugar ante su compañero recién llegado a WEC Anthony Leone en un peso acordado de 142 libras. Barão derrotó a Leone por sumisión en la tercera ronda.
Barão derrotó a Chris Cariaso por sumisión en la primera ronda el 16 de diciembre de 2010 en WEC 53.

### Ultimate Fighting Championship
En octubre de 2010, World Extreme Cagefighting se fusionó con el Ultimate Fighting Championship. Como parte de la fusión, todos los combatientes de WEC fueron trasladados a la UFC.
Barão se esperaba que hiciera su debut en UFC el 28 de mayo de 2011 contra Demetrious Johnson en UFC 130, pero una lesión no divulgada forzó a Brad Pickett a salir de su pelea con Miguel Torres en la misma tarjeta. A consecuencia de ello, Johnson intervino en reemplazo de Pickett, mientras que Cole Escovedo enfrentó a Barão. Barão finalmente consiguió su primera victorias en la organización por decisión unánime.
El 5 de noviembre de 2011, Barão se enfrentó a Brad Pickett en UFC 138. Barão ganó la pelea por sumisión en la primera ronda. Tras el evento, ambos peleadores ganaron el premio a la Pelea de la Noche.
Barão se enfrentó a Scott Jorgensen el 4 de febrero de 2012 en UFC 143. Barão ganó la pelea por decisión unánime.

#### Campeonato interino de Peso Gallo
Barão esperaba enfrentarse a Iván Menjivar el 7 de julio de 2012 en UFC 148 para determinar el posible contendiente número uno. Sin embargo, Barão acabó enfrentándose a Urijah Faber por el título interino de peso gallo después de que el actual campeón Dominick Cruz se lesionara a finales de 2011. Barão ganó la pelea por decisión unánime para convertirse en el campeón interino de peso gallo de UFC.
En su primera defensa del título, Barão retuvo el campeonato contra Michael McDonald el 16 de febrero de 2013 en UFC on Fuel TV 7. Barão mantuvo el control la mayor del combate, y a consecuencia de ello, Barão pudo someter a McDonald en la cuarta ronda, ganando así el premio a la Sumisión de la Noche.
Barão se enfrentó a Eddie Wineland por el campeonato interino de peso gallo en UFC 165. Barão ganó la pelea en la segunda ronda por nocaut técnico, defendiendo de esta manera el título. Tras el evento, Barão ganó el premio al KO de la Noche.

#### Campeonato de Peso Gallo
En su primera defensa como campeón indiscutible, Barão se enfrentó a Urijah Faber el 1 de febrero de 2014 en UFC 169. Barão ganó la pelea por nocaut técnico en la primera ronda, defendiendo de esta manera el campeonato.
Barão se enfrentó a T.J. Dillashaw el 24 de mayo de 2014 en UFC 173. Barão puso fin a su racha de victorias cuando Dillashaw ganó la pelea por nocaut técnico en la quinta ronda, perdiendo de esta manera el título. Tras el evento, ambos peleadores ganaron el premio a la Pelea de la Noche.

#### Vuelta a la obtención del título
El 20 de diciembre de 2014, Barão se enfrentó a Mitch Gagnon en UFC Fight Night 58. Barão ganó la pelea por sumisión en la tercera ronda, ganando así el premio a la Actuación de la Noche.
El 25 de julio de 2015, Barão se enfrentó a T.J. Dillashaw por el campeonato de peso gallo en UFC on Fox 16. Barão perdió la pelea por nocaut técnico en la cuarta ronda.

#### Peso pluma
El 29 de mayo de 2016, Barão se enfrentó a Jeremy Stephens en UFC Fight Night 88. Barão perdió la pelea por decisión unánime.
Barão se enfrentó a Phillipe Nover el 24 de septiembre de 2016 en UFC Fight Night 95. Ganó la pelea por decisión unánime.

#### Regreso al peso gallo
Barão se enfrentó a Aljamain Sterling el 29 de julio de 2017 en UFC 214. La pelea se esperaba inicialmente que sea disputada en peso gallo, sin embargo el 28 de junio, el CSAC anunció que no autorizarían a Barão a competir en ese peso debido a su pelea pasada para lograr el peso requerido en UFC 177. La pelea con Sterling se llevó a cabo en un peso de 140 lbs. Barão perdió la pelea por decisión unánime.
Barão se enfrentó a Brian Kelleher el 24 de febrero de 2018 en UFC on Fox 28. Perdió la pelea por decisión unánime.
Barão se enfrentó a Andre Ewell el 22 de septiembre de 2018 en UFC Fight Night 137. En el pesaje, Barão pesó cinco libras más que el límite de un combate de peso gallo sin título en juego, que es de 136 libras y fue multado con el 30% de su bolsa a favor de Ewell. Perdió la pelea por decisión dividida.
Barão está programado para enfrentar a Luke Sanders el 17 de febrero de 2019 en UFC on ESPN 1.
A principios de diciembre de 2019, se informó que Barão fue despedido de UFC.

## Campeonatos y logros
- Ultimate Fighting Championship
  - Campeón de Peso Gallo de UFC (Una vez)
  - Campeón Interino de Peso Gallo de UFC (Una vez)
  - Pelea de la Noche (Tres veces)
  - Sumisión de la Noche (Una vez)
  - KO de la Noche (Una vez)
  - Actuación de la Noche (Una vez)

- World Extreme Cagefighting
  - Invicto en WEC (2-0)

## Récord en artes marciales mixtas
| Resultado     | Récord   | Oponente                 | Método                                  | Evento                                 | Fecha                    | Ronda | Tiempo | Localización         | Notas                                                                       |
| ------------- | -------- | ------------------------ | --------------------------------------- | -------------------------------------- | ------------------------ | ----- | ------ | -------------------- | --------------------------------------------------------------------------- |
| Derrota       | 34–9 (1) | Douglas Silva de Andrade | Decisión (unánime)                      | UFC Fight Night: Błachowicz vs. Jacaré | 16 de noviembre de 2019  | 3     | 5:00   | Sao Paulo            |                                                                             |
| Derrota       | 34–8 (1) | Luke Sanders             | KO (golpes)                             | UFC on ESPN: Ngannou vs. Velasquez     | 17 de febrero de 2019    | 2     | 1:01   | Phoenix, Arizona     | Peso acordado (138 lbs).                                                    |
| Derrota       | 34–7 (1) | Andre Ewell              | Decisión (dividida)                     | UFC Fight Night: Santos vs. Anders     | 22 de septiembre de 2018 | 3     | 5:00   | Sao Paulo            | Peso acordado (141.75 lbs).                                                 |
| Derrota       | 34–6 (1) | Brian Kelleher           | Decisión (unánime)                      | UFC on Fox: Emmett vs. Stephens        | 24 de febrero de 2018    | 3     | 5:00   | Orlando, Florida     | Retorno al peso gallo.                                                      |
| Derrota       | 34–5 (1) | Aljamain Sterling        | Decisión (unánime)                      | UFC 214                                | 29 de julio de 2017      | 3     | 5:00   | Anaheim, California  | Peso acordado (140 lbs).                                                    |
| Victoria      | 34–4 (1) | Phillipe Nover           | Decisión (unánime)                      | UFC Fight Night: Cyborg vs. Lansberg   | 24 de septiembre de 2016 | 3     | 5:00   | Brasilia             |                                                                             |
| Derrota       | 33–4 (1) | Jeremy Stephens          | Decisión (unánime)                      | UFC Fight Night: Almeida vs. Garbrandt | 29 de mayo de 2016       | 3     | 5:00   | Las Vegas, Nevada    | Retorno al peso pluma; Pelea de la Noche.                                   |
| Derrota       | 33–3 (1) | T.J. Dillashaw           | TKO (golpes)                            | UFC on Fox: Dillashaw vs. Barão 2      | 25 de julio de 2015      | 4     | 0:35   | Chicago, Illinois    | Por el Campeonato de Peso Gallo de UFC.                                     |
| Victoria      | 33–2 (1) | Mitch Gagnon             | Sumisión (arm-triangle choke)           | UFC Fight Night: Machida vs. Dollaway  | 20 de diciembre de 2014  | 3     | 3:53   | Barueri              | Actuación de la Noche.                                                      |
| Derrota       | 32–2 (1) | T.J. Dillashaw           | TKO (patada a la cabeza y golpes)       | UFC 173                                | 24 de mayo de 2014       | 5     | 2:26   | Las Vegas, Nevada    | Perdió el Campeonato de Peso Gallo de UFC; Pelea de la Noche.               |
| Victoria      | 32–1 (1) | Urijah Faber             | TKO (golpes)                            | UFC 169                                | 1 de febrero de 2014     | 1     | 3:42   | Newark, Nueva Jersey | Defendió el Campeonato de Peso Gallo de UFC.                                |
| Victoria      | 31–1 (1) | Eddie Wineland           | TKO (patada con giro y golpes)          | UFC 165                                | 21 de septiembre de 2013 | 2     | 0:35   | Toronto              | Defendió el Campeonato Interino de Peso Gallo de UFC; KO de la Noche.       |
| Victoria      | 30–1 (1) | Michael McDonald         | Sumisión (arm-triangle choke)           | UFC on Fuel TV: Barão vs. McDonald     | 16 de febrero de 2013    | 4     | 3:57   | Londres              | Defendió el Campeonato Interino de Peso Gallo de UFC; Sumisión de la Noche. |
| Victoria      | 29–1 (1) | Urijah Faber             | Decisión (unánime)                      | UFC 149                                | 21 de julio de 2012      | 5     | 5:00   | Calgary              | Ganó el Campeonato Interino de Peso Gallo de UFC.                           |
| Victoria      | 28–1 (1) | Scott Jorgensen          | Decisión (unánime)                      | UFC 143                                | 4 de febrero de 2012     | 3     | 5:00   | Las Vegas, Nevada    |                                                                             |
| Victoria      | 27–1 (1) | Brad Pickett             | Sumisión (rear-naked choke)             | UFC 138                                | 5 de noviembre de 2011   | 1     | 4:09   | Birmingham           | Pelea de la Noche.                                                          |
| Victoria      | 26–1 (1) | Cole Escovedo            | Decisión (unánime)                      | UFC 130                                | 28 de mayo de 2011       | 3     | 5:00   | Las Vegas, Nevada    | UFC debut.                                                                  |
| Victoria      | 25–1 (1) | Chris Cariaso            | Sumisión (rear-naked choke)             | WEC 53                                 | 16 de diciembre de 2010  | 1     | 3:47   | Glendale, Arizona    |                                                                             |
| Victoria      | 24–1 (1) | Anthony Leone            | Sumisión (armbar)                       | WEC 49                                 | 20 de junio de 2010      | 3     | 2:29   | Edmonton             |                                                                             |
| Victoria      | 23–1 (1) | Sergio Silva             | Decisión (unánime)                      | Jungle Fight 17                        | 27 de febrero de 2010    | 3     | 5:00   | Vila Velha           |                                                                             |
| Victoria      | 22–1 (1) | Jorge Enciso             | Sumisión (rear-naked choke)             | Platinum Fight Brazil 2                | 5 de diciembre de 2009   | 1     | 3:42   | Río de Janeiro       |                                                                             |
| Victoria      | 21–1 (1) | Marcio Nunes             | Sumisión (kimura)                       | Eagle Fighting Championship            | 26 de septiembre de 2009 | 1     | 2:45   | São Paulo            |                                                                             |
| Victoria      | 20–1 (1) | Paulo Dantas             | Decisión (unánime)                      | Shooto Brazil 13                       | 27 de agosto de 2009     | 3     | 5:00   | Fortaleza            |                                                                             |
| Victoria      | 19–1 (1) | Jurandir Sardinha        | KO (golpes)                             | Platinum Fight Brazil                  | 13 de agosto de 2009     | 2     | 0:21   | Natal                |                                                                             |
| Victoria      | 18–1 (1) | André Luiz               | Sumisión (triangle choke)               | Watch Out Combat Show 3                | 19 de marzo de 2009      | 3     | 1:38   | Río de Janeiro       |                                                                             |
| Victoria      | 17–1 (1) | Alexandre Pinheiro       | TKO (lesión de brazo)                   | Shooto Brazil 9                        | 29 de noviembre de 2008  | 3     | 0:58   | Fortaleza            |                                                                             |
| Victoria      | 16–1 (1) | Rogério Silva            | Sumisión (rear-naked choke)             | Watch Out Combat Show 2                | 25 de septiembre de 2008 | 2     | 3:21   | Río de Janeiro       |                                                                             |
| Victoria      | 15–1 (1) | William Porfirio         | KO (rodillazo)                          | Watch Out Combat Show 2                | 25 de septiembre de 2008 | 1     | 2:25   | Río de Janeiro       |                                                                             |
| Victoria      | 14–1 (1) | Fabiano Lucas            | Decisión (unánime)                      | Shooto Brazil 8                        | 30 de agosto de 2008     | 3     | 5:00   | Río de Janeiro       |                                                                             |
| Victoria      | 13–1 (1) | Jetron Azevedo           | Sumisión (armbar)                       | Leal Combat                            | 5 de junio de 2008       | 1     | 4:56   | Natal                |                                                                             |
| Victoria      | 12–1 (1) | Ronaldo Figueiredo       | Decisión (unánime)                      | Natal Cage Vale Tudo                   | 23 de mayo de 2008       | 3     | 5:00   | Natal                |                                                                             |
| Victoria      | 11–1 (1) | William Vianna           | Decisión (unánime)                      | Shooto Brazil 6                        | 19 de abril de 2008      | 3     | 5:00   | Río de Janeiro       |                                                                             |
| Sin resultado | 10–1 (1) | Claudemir Souza          | Sin resultado (patada de fútbol ilegal) | Black Bull Vale Tudo                   | 12 de diciembre de 2007  | 1     | 5:00   | Recife               |                                                                             |
| Victoria      | 10–1     | Danilo Noronha           | Sumisión (rear-naked choke)             | Shooto Brazil 4                        | 27 de octubre de 2007    | 1     | 0:33   | Río de Janeiro       |                                                                             |
| Victoria      | 9–1      | Erinaldo Rodríguez       | Sumisión (toe hold)                     | Shooto Brazil 3                        | 7 de julio de 2007       | 1     | 1:33   | Río de Janeiro       |                                                                             |
| Victoria      | 8–1      | Carlos Heide             | Sumisión (triangle choke)               | Garra Fight                            | 25 de abril de 2007      | 1     |        | Natal                |                                                                             |
| Victoria      | 7–1      | Janailson Pereira        | Decisión (dividida)                     | Garra Fight                            | 25 de abril de 2007      | 3     | 5:00   | Natal                |                                                                             |
| Victoria      | 6–1      | Rony Jason               | Decisión (dividida)                     | Cage Fight Nordeste                    | 9 de noviembre de 2006   | 3     | 5:00   | Natal                |                                                                             |
| Victoria      | 5–1      | Caio Robson              | KO (golpes)                             | Nordest Combat Championship            | 6 de septiembre de 2006  | 1     | 2:45   | Natal                |                                                                             |
| Victoria      | 4–1      | Gleison Menezes          | Sumisión (kneebar)                      | Rino's FC 2                            | 8 de junio de 2006       | 1     |        | Recife               |                                                                             |
| Victoria      | 3–1      | Dande Dande              | KO (golpe)                              | Fight Ship Looking Boy 2               | 22 de noviembre de 2005  | 1     |        | Natal                |                                                                             |
| Victoria      | 2–1      | Anistavio Medeiros       | Sumisión (rear-naked choke)             | Mossoro Fight                          | 26 de agosto de 2005     | 2     | 3:41   | Mossoró              |                                                                             |
| Victoria      | 1–1      | Melk Freitas             | TKO (golpes)                            | Tremons Fight                          | 13 de mayo de 2005       | 3     | 1:41   | João Câmara          |                                                                             |
| Derrota       | 0–1      | João Paulo               | Decisión (unánime)                      | Heat FC 3                              | 14 de abril de 2005      | 3     | 5:00   | Natal                |                                                                             |